# 北山トンネル (仙台市)
北山トンネル（きたやまトンネル）は、宮城県仙台市青葉区の北山丘陵（七北田丘陵の一部）の地下を南北に走る道路トンネルである。

## 概要
- 南行/上り線（629m[1]、Google マップ）
- 北行/下り線（843m[1]、Google マップ）

上り線および下り線、各々2車線の自動車およびオートバイ（原動機付自転車、自動二輪車）専用トンネルで、宮城県道264号大衡仙台線（都市計画道路北四番丁大衡線）を通す。歩行者と自転車は通行できない。最高速度は60km/h。市道中山街道線の一部、市道荒巻道線の全線、および、市道通町中山線の一部（北山町通り）のバイパス線として、泉区をはじめとする仙台市北西部と仙台市都心部と間のアクセス改善の役割を担う。
トンネル北端（北緯38度17分13.7秒 東経140度51分21.4秒 / 北緯38.287139度 東経140.855944度）は上下線とも同じ場所だが、トンネル南端（都心部側）の上り線出口（北緯38度16分54.8秒 東経140度51分30.7秒 / 北緯38.281889度 東経140.858528度）と下り線入口（北緯38度16分48.5秒 東経140度51分34秒 / 北緯38.280139度 東経140.85944度）の設置場所が異なるため、上り線と下り線でトンネルの長さも異なっている。接続道路も含めた上り線出口は市道通町中山線（北山町通り）との交差点、下り線入口は市道上杉山通木町通線との交差点。

## 沿革
かつての仙台城の城下町は東西に連なる北山丘陵（七北田丘陵の一部）が北辺であり、その南麓に沿って北山町（道路名かつ沿道の町名）、および、南北（現・青葉神社通り）から東西に向きを変えた奥州街道が通っていた。北山丘陵上には、臨済宗の北山五山各寺、および、曹洞宗の輪王寺が伊達氏の庇護を受けて建ち並び、1874年（明治7年）には仙台藩初代藩主・伊達政宗を祀る青葉神社（県社）も創建された。
この一連の寺社地は周辺の市街地から隔絶された美林地区を形成していたため、1934年（昭和9年）に風致地区（現在の指定面積：13.3ha）に指定され、1976年（昭和51年）には保存緑地（現在の指定面積：14.60ha）に指定された。ただし、北山町からの各寺社への参道や輪王寺の霊園等が、県が指定する北山風致地区には含まれない一方、市が指定する北山保存緑地には含まれるなど、両者の指定区域にはやや差異がある。
輪王寺の北山町に面した山門（仙台市指定文化財）から丘陵上の本堂までの参道両脇に立ち並ぶ杉並木は第二次世界大戦後に造林されたものであり、北山風致地区（戦前の指定）には含まれないが、北山保存緑地（戦後の指定）には含まれる。そのため、参道を横切るように計画された都市計画道路北四番丁大和町線（1994年に「都市計画道路北四番丁大衡線」に改称）は、地上・地下のどちらで通すか等、長年に渡って仙台市議会で何度も議論されてきた。1998年（平成10年）、地下をトンネルで通すことに決定されたが、工事に伴って2005年（平成17年）、参道の杉並木は伐採された（保存緑地の指定は解除せず）。
これを機に2004年（平成16年）から輪王寺は、宮脇昭（国際生態学会会長）の指導の下、地域住民を巻き込んだ植樹活動を開始し、境内にビオトープを設けたり散策路を設けたりした。参道両脇は、伐採前には常緑針葉樹であるスギの単層林（杉並木）だったが、広葉樹の多様な樹種を混ぜて植え、複層林へと変えた。全5回の植樹祭で、境内の5,368m2に、合計3万1203本を植樹した。なお、2005年（平成17年）4月29日に開催された第2回植樹祭では、みちのくプロレス（当時、仙台市に本社移転予定）が境内にリングを設営し、レスラーが中の人となったご当地ヒーロー「植樹マン」を誕生させた。植樹祭はこれ以降、センダイガールズプロレスリング（みちのくプロレスの子会社）や石ノ森萬画館（石巻市）も参加し、プロレス、ヒーローショー、落語、音楽ステージ等の出し物や、屋台が多数出店するお祭りと化し、坂口征二・坂口憲二の親子まで参加した。
2008年（平成20年）3月に都市計画道路北四番丁大衡線の北山工区（延長：1,233m、Google マップ、総事業費：約125億円）として建設開始され、同年8月より同工区内の北山トンネル（上り線：629m、下り線：843m、工事費：約53億円）の建設に着手した。2009年（平成21年）には上下線の両トンネルが貫通し、2011年（平成23年）12月の開通が見込まれていた。
2011年（平成23年）3月11日に東北地方太平洋沖地震（東日本大震災）が発生すると、工事が一時中断された。このため開通は約3か月ずれこみ、2012年（平成24年）3月24日に開通した。北山工区の供用開始により、北四番丁大衡線は仙台市内の区間が全線開通となった。開通に伴い、宮城県道264号大衡仙台線に指定された。
なお、当トンネルの開通に合わせて、昭和町交差点（北緯38度16分48秒 東経140度52分20.7秒 / 北緯38.28000度 東経140.872417度）の改良も実施された。また、県道大衡仙台線から市道北八番丁1号線（北八番丁通り、北緯38度16分34.1秒 東経140度51分41秒）あるいは市道北六番丁線（北六番丁通り、北緯38度16分25.7秒 東経140度51分43.6秒）への左折が、時間帯によって規制されることになった。

### 年表
- 1919年（大正8年） - （旧）都市計画法が制定され、風致地区の制度が創設された。
- 1934年（昭和9年）11月21日 - 北山（現在の指定面積：13.3ha）が風致地区に指定された[16]。
- 1973年（昭和48年）
  - 3月27日 - 仙台市が「杜の都の環境をつくる条例」を制定[17][18]。
  - 9月1日 - 都市緑地保全法（2004年6月18日より都市緑地法に改称）が制定[19]。
- 1976年（昭和51年）10月20日 - 「杜の都の環境をつくる条例」に基いて、北山（現在の指定面積：14.60ha）が保存緑地に指定された[20][21]。
- 1986年（昭和61年）12月20日 - 輪王寺の山門（仙台藩四代藩主・伊達綱村により建立）が、仙台市指定文化財に指定された[6]。
- 1994年（平成6年） - 都市計画道路北四番丁大和町線が「都市計画道路北四番丁大衡線」に改称された。
- 1998年（平成10年） - 北四番丁大衡線を輪王寺の地下にトンネルで建設することに決定した。
- 2004年（平成16年）6月19日 - 輪王寺が「第1回植樹祭」を開催[10]。
- 2005年（平成17年）
  - 4月29日 - 輪王寺での第2回植樹祭にて、みちのくプロレス（2005年7月4日から2009年8月31日まで本社は仙台市）のレスラーが扮するローカルヒーロー「植樹マン」が誕生し、同寺境内以外でも市内外で植樹活動を始めた[22]。
  - 北山保存緑地に指定されていた[23]輪王寺の参道の杉並木430本が、北山トンネル建設に伴って伐採された[24]。
- 2006年（平成18年）6月17日 - 輪王寺にて第3回植樹祭が開催[9][10]。この回から、伐採された参道の植樹が始まった[9][10]。
- 2008年（平成20年）
  - 3月17日 - 「北四番丁大衡線（北山工区）・（仮称）北山トンネル新設工事」として着工[11]。
  - 8月 - 北山トンネルの工事着工[1][12]。
- 2009年（平成21年）
  - 5月20日 - 下り線トンネル貫通[11]。
  - 11月13日 - 上り線トンネル貫通[11]。
- 2011年（平成23年）3月11日 - 東北地方太平洋沖地震（東日本大震災）発生。工事が一時中断[2][12]。
- 2012年（平成24年）
  - 2月23日 - 昭和町交差点に歩車分離式信号が導入され、県道仙台泉線下り線から愛宕上杉通り上り線への右折が可能になった[13]。
  - 3月24日15時 - 震災の影響により、約3ヶ月遅れで開通[1][2][12]。県道大衡仙台線から北八番丁通りあるいは北六番丁通りへの左折が時間帯規制開始[15]。

## トンネル開通後

### バス路線新設
- 宮城交通は2012年（平成24年）3月26日より、北山トンネルを経由する2路線を新設[25]。
- 仙台市営バスは同年4月1日より、北山トンネルを経由する2路線を新設、北仙台もしくは山手町を経由していた3路線を北山トンネル経由に変更[26]。これによって、所要時間が短縮された[27]。

### 交通量増加
北山トンネル開通によって、宮城県道264号大衡仙台線の交通量は約1割増加し、通勤時間帯の渋滞が激化した。